# NGC 465
NGC 465 là một cụm mở trong Đám mây Magellanic. Là một phần của chòm sao Đỗ Quyên, nó được nhà thiên văn học người Scotland James Dunlop phát hiện vào năm 1826.